# Nikola Tchorbadieff
Nikola Tchorbadieff (en français Nicolas Tchorbadieff), de son vrai nom Jossif Sintov ou Sintoff, né le 1er mars 1900 à Plovdiv (Bulgarie) et mort le 6 juillet 1994 à Plovdiv (Bulgarie), est militant libertaire parmi les fondateurs de la Fédération anarchiste communiste bulgare (FACB) et de la revue Iztok.

## Biographie
Convaincu très jeune par les idées libertaires, il prend part en 1919, à la création de la « Fédération Anarchiste Communiste Bulgare ».
Contraint à la clandestinité après le coup d'État de 1923, il trouve refuge à Paris où il est menacé d'expulsion. Il y poursuit son action en créant le « Groupe bulgare en exil », et participe à la création de la « Librairie Internationale » et de « La Revue Internationale Anarchiste ». Typographe, il travaille également pour La Brochure mensuelle.
En 1936, il participe à la création du « Comité pour l'Espagne libre » qui appuie la révolution espagnole.
En 1939, devant la menace de guerre, il tente de s'engager, mais est arrêté comme « étranger » et interné au camp d'internement français du Vernet qui servit à regrouper les 12 000 combattants espagnols de la Division Durruti, après la défaite de la République espagnole.
Libéré, il s'engage dans la Résistance. À la Libération, il reprend son militantisme et fonde en 1979, avec d'autres compagnons bulgares la revue Iztok.
En 1982, il perd sa compagne, Léa Kaminer, militante du « Groupe anarchiste juif » de Paris « Der Fraier Gedank » (« La Pensée libre »).
Décédé le 6 juillet 1994, ses cendres sont transférées en Israël.

## Œuvres
- Les causes qui ont créé le socialisme, et l'anarchisme d'aujourd'hui et de demain, 1993.

## Sources
- Dictionnaire biographique du mouvement ouvrier français, « Le Maitron » : notice biographique.
- Dictionnaire international des militants anarchistes : notice biographique.
- L'Éphéméride anarchiste : notice biographique.
- Centre International de Recherches sur l'Anarchisme (Lausanne) : notice bibliographique.
- Catalogue général des éditions et collections anarchistes francophones : notice biographique.
- RA.forum : notice bibliographique.